# Пераледа-де-ла-Мата
Пераледа-де-ла-Мата (ісп. Peraleda de la Mata) — муніципалітет в Іспанії, у складі автономної спільноти Естремадура, у провінції Касерес. Населення — 1469 осіб (2010).
Муніципалітет розташований на відстані близько 160 км на захід від Мадрида, 90 км на північний схід від Касереса.

## Демографія
Динаміка населення (INE ):

## Галерея зображень

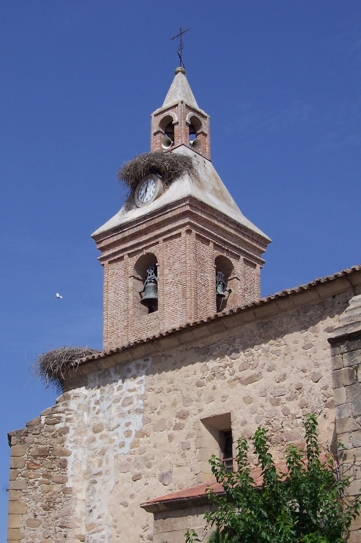
Церква Сантьяго-Апостоль, XVI століття